# Роберто Кортес
Роберто Кортес Гонзалез (Икике, 2. фебруара 1905 - 30. августа 1975) био је чилеански фудбалер. Играо је као голман и био члан ФК Коло Коло.

## Биографија
Своју фудбалску каријеру започео је као везни играч у клубу "Абеце" при фабрици шалитре Анита. Преласком у клуб «Персеверанце» заузео је место голмана.  У аматерском фудбалу је дебитовао у клубу "Депортиво Арауканија" у Антофагасти. Био је део тима који је био државни првак на припремном турниру за првенство Јужне Америке 1926. 
У Коло-Коло је стигао 1926. године и започео турнеју коју је клуб направио у Европи 1927. године. . Надимак му је био стари Кортес због преране ћелавости. Његови посмртни остаци почивају од 4. септембра 1975. године у Музеју у Коло Колу.
Његови посмртни остаци почивају од 4. септембра 1975. године у музеју Коло Кола. 

## Национална селекција
Био је голман чилеанске репрезентације између  1926. и 1935. године. Са репрезентацијом је играо јужноамеричко првенство Чилеа 1926. године где је био стартни голман, а такође је био и члан чилеанског олимпијског фудбалског тима 1928. године. Позван је и на Светско првенство 1930. у Уругвају,  у којем је био стартни голман репрезентације где у прва два дуела није примио ниједан погодак. Међутим, у трећој утакмици на првенству није могао ништа да учини да спречи пораз Чилеа од Аргентине што је резултирало у елиминацији репрезентације са првенства.
Његово последње такмичење у националном дресу је било Јужноамеричко првенство 1935. године.
За репрезентацију је укупно одиграо 14 утакмица али су само 9 од тих мечева били званични мечеви. 